# Rougé
Rougé – miejscowość i gmina we Francji, w regionie Kraj Loary, w departamencie Loara Atlantycka.
Według danych na rok 2010 gminę zamieszkiwały 2253 osoby, a gęstość zaludnieniawynosiła 39 osób/km².